# Skäfehögen

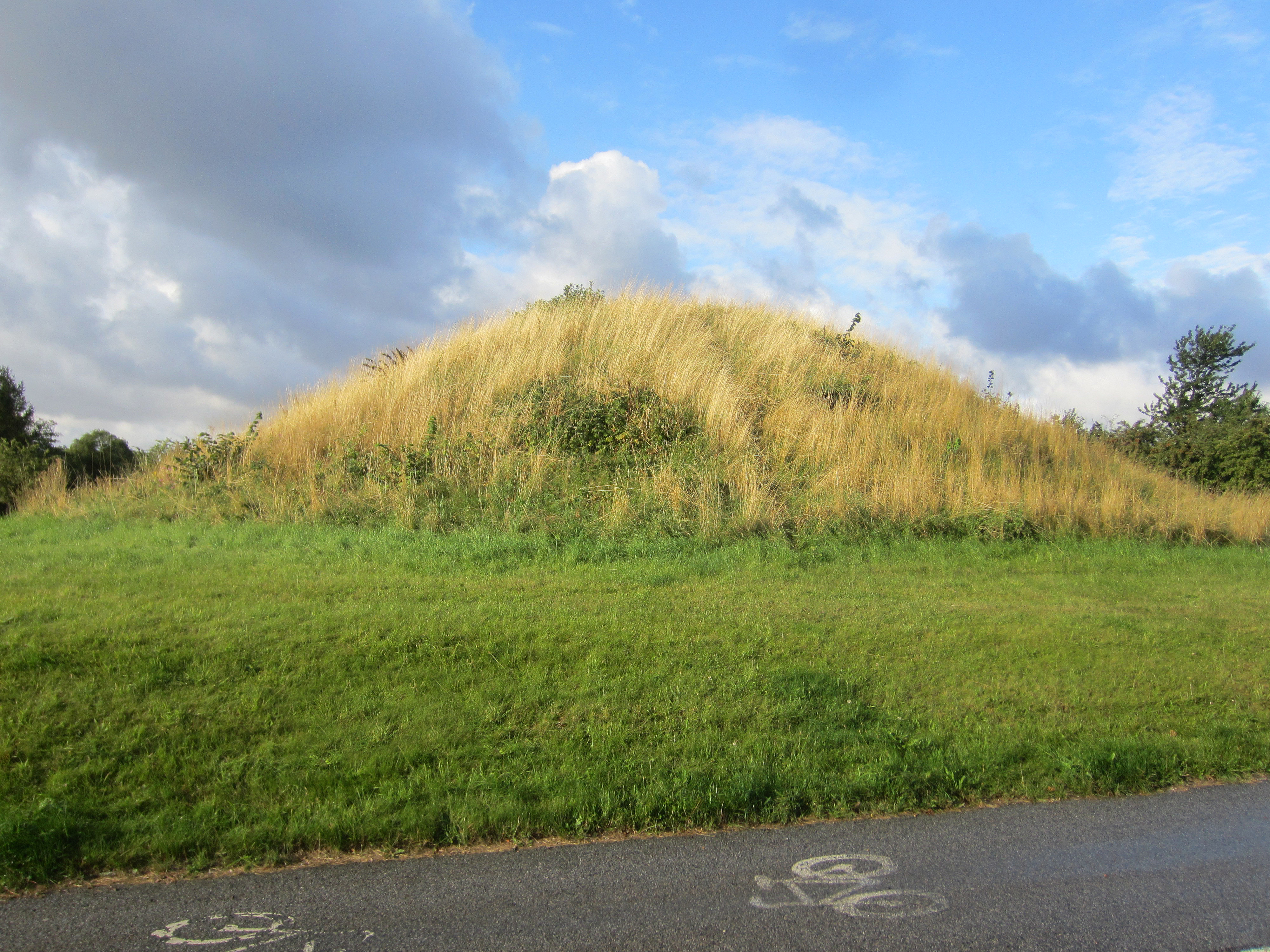
Bronsåldershögen Skäfehög i Malmö.

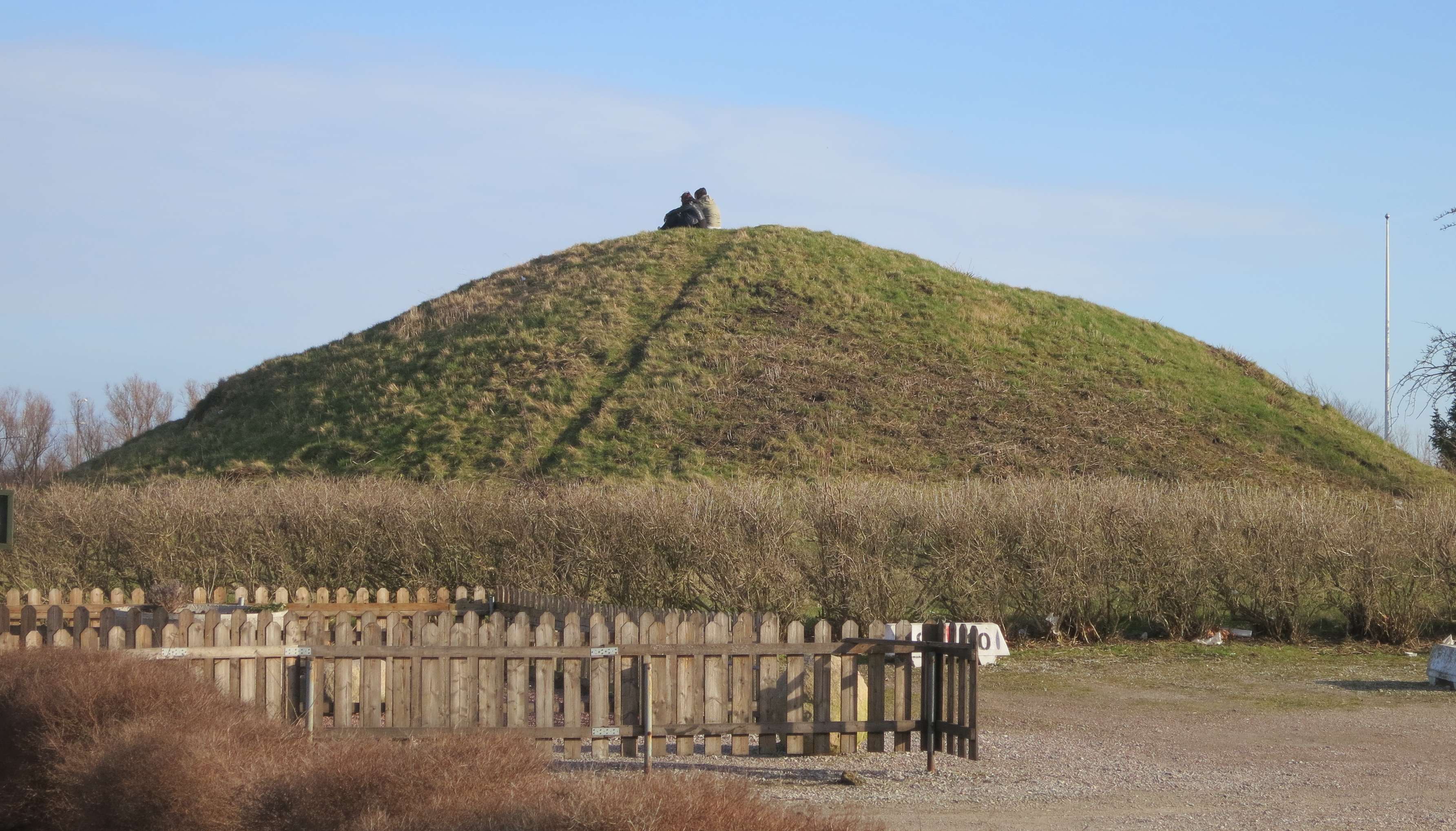
Bronsåldershögen.

Skäfehögen, Skävehögen eller Sjöhögen är en bronsåldershög i forna Fosie socken, nuvarande Malmö stad. Den benämns även Giedelövs hög i äldre källor.

## Läget
Högen ligger på den norra utlöparen av en höjdsträckning i norr-söder. På höjden har gått en uråldrig landsväg vilken från Lund följer Öresunds kust några kilometer in från kusten. Enligt en gammal teori skulle denna landsväg kunna gå tillbaka till bronsåldern eftersom det utmed och tätt intill vägen ligger mänger med bronsålderhögar. Utgrävningar i Fosie industriområde söder om Skäfehög har också visat på urnegravfält från den yngre bronsåldern som gått fram till vägen men ej fortsatt på andra sidan.
Bronsåldershögarna uppe på höjden vid Fosie har ett mycket markant terrängläge. Från högarna ser man ut över Öresund en halv mil bort. Högarna varierar i storlek där Skäfehögen och de tre högarna femhundra meter söderut i nuvarande Trehögsparken är bland de största. Skäfehögen har en omkrets på ca 100 meter och en höjd på ca sju meter.

## Upptäckt
År 1854 beslöt den dåvarande markägaren, konsuln Runnerström, att igenfylla en fördjupning i den södra delen av högen genom att göra om den till en grotta. Vid grävning in i högen påträffades då två stenkistor. Amanuensen Nils Gustaf Bruzelius vid Lunds universitets historiska museum beskrev händelsen på följande sätt:
”Dessa lågo på ungefär 5 alnars djup 10 alnar från yttre kanten och voro till en del fyllda med brända ben, bland hvilka tillika lågo ½ alns lång dolk, en kragknapp, en pincette, ett litet svärd, 3ne sylspelsar, m. fl. mindre bronzsaker och tvenne stycken ekträ, det ena genomborradt upptill. Dessa saker, som vid upptagandet till större delen blefvo sönderbrutna, nedlades sedermera af arbetarne tillbaka i kistorna, hvilka derpå beläcktes med flera alnar jord.”
Bruzelius besökte strax platsen:
”Så snart jag härom erhöll underrättelse, begaf jag mig straxt till stället och fick då veta, att man äfven vid norra sidan, der en större fördjupning förefanns, hvilken sträckte sig nära midten af högen, träffat på stenar, hvaraf man förmodade, att ännu en graf derstädes var belägen. Med egarens tillåtelse och med biträde af gårdens arbetare gjordes under min ledning en hvalfformig fördjupning in i högen, då man snart upptäckte en af kullerstenar lagd kista, hvilken syntes hafva varit täckt med plankor, ty från den ena sidan till den andra sträckte sig ett 1½ tum tjockt lager förmultnadt trä. 
I denna kista, som genom trycket var hopfallen, anträffades ett till en del multnadt, obrändt menniskoskelett, inbäddat i tång, samt nedlagdt med hufvudet i söder och fötterna i norr. Vid sidan låg ett 5 qvarter långt bronzsvärd med gjutet handtag, inlagdt i ett fodral af bark, samt tvenne små bronzbucklor 1½ tum i diameter. Genom trycket af stenarne var såväl svärdet som fodralet söndergånget i 7 stycken, hvilka dock alla anträffades. Svärdet är ovanligt väl arbetadt och synes härstamma från bronzålderns bästa tid. Då de öfra grafnarne innehöllo brända lik, men deremot den i mitten på bottnen belägna och sålunda äldsta grafven inneslöt ett obrändt lik.”
Bruzelius omtalar här fynd av organiskt material, bland annat var ett lik ej helt förmultnat och inpackat i bevarad tång. Denna situation minner om de danska bronsåldersgravarna från Jylland där organiskt material och liken bevarats nästan intakta. Till skillnad från de jylländska ekstamsgravarna var dock graven i Skäfehögen uppbyggd av en stenram med träplankor som lock.